# Чёрная (приток Кузюга)
Чёрная — река в России, протекает по Мурашинскому району Кировской области. Устье реки находится в 114 км по левому берегу реки Кузюг. Длина реки — 10 км.
Река берёт начало юго-западнее посёлка Октябрьский в 7 км к северо-западу от посёлка Мураши. Река течёт на северо-запад по ненаселённому лесному массиву. Приток — Чернуха (левый). Впадает в Кузюг южнее посёлка Безбожник.

## Данные водного реестра
По данным государственного водного реестра России относится к Камскому бассейновому округу, водохозяйственный участок реки — Вятка от города Киров до города Котельнич, речной подбассейн реки — Вятка. Речной бассейн реки — Кама.
Код объекта в государственном водном реестре — 10010300312111100035324.